# Copa Intercontinental de futbol sala
La Copa Intercontinental de futbol sala és una competició internacional que enfronta els millor classificats dels respectius campionats continentals.
El campionat es disputa cada any des de l'edició de 1997, a la ciutat de Porto Alegre al Brasil. No fou però fins a l'edició del 2004 que la competició fou reconeguda per la FIFA que des d'aleshores va organitzar el torneig.

## Historial

### No organitzats per la FIFA
| Any  | Campió                | Marcador                | Finalista             | Seu                |
| ---- | --------------------- | ----------------------- | --------------------- | ------------------ |
| 1997 | Internacional         | 4-2                     | FC Barcelona          | Porto Alegre (BRA) |
| 1997 | MFK Dina Moskvà       | 0-0, 3-2, 4-2           | Inter/Ulbra           | Moscou (RUS)       |
| 1998 | Atlético Pax de Minas | 5-6, 4-0, 4-3           | MFK Dinamo Moskvà     | Moscou (RUS)       |
| 1999 | Sport Club Ulbra      | 4-4 (5-3 pen), 3-2, 3-4 | MFK Dinamo Moskvà     | Moscou (RUS)       |
| 2000 | Caja Segovia FS       | Lligueta                | Atlético Pax de Minas | Moscou (RUS)       |
| 2001 | Sport Club Ulbra      | Lligueta                | MFK Dinamo Moskvà     | Moscou (RUS)       |
| 2002 | no es disputà         |                         |                       |                    |
| 2003 | no es disputà         |                         |                       |                    |

### Organitzats per la FIFA
| Any  | Campió             | Marcador      | Finalista              | Seu                              |
| ---- | ------------------ | ------------- | ---------------------- | -------------------------------- |
| 2004 | A Carlos Barbosa F | 6 - 3         | Platges de Castelló FS | Barcelona (CAT)                  |
| 2005 | Boomerang Interviú | 5 - 2         | Malwee/Jaraguá         | Puertollano (ESP)                |
| 2006 | Boomerang Interviú | 3 - 1         | Malwee/Jaraguá         | Brusque (BRA)                    |
| 2007 | Boomerang Interviú | 1 - 0         | Malwee/Jaraguá         | Portimão (POR)                   |
| 2008 | Boomerang Interviú | 6 - 1         | Malwee/Jaraguá         | Granada (ESP)                    |
| 2009 | no es disputà      | no es disputà | no es disputà          | no es disputà                    |
| 2010 | no es disputà      | no es disputà | no es disputà          | no es disputà                    |
| 2011 | Inter Movistar     | 2 - 1         | Carlos Barbosa         | Alcalá de Henares (ESP)          |
| 2012 | Carlos Barbosa     | 4 – 1         | Inter Movistar         | Carlos Barbosa (BRA)             |
| 2013 | MFK Dinamo Moskva  | 5 – 1         | Carlos Barbosa         | Greensboro, North Carolina (USA) |
| 2014 | AFC Kairat         | 3 – 2         | MFK Dinamo Moskva      | Almaty (Kazakhstan)              |
| 2015 | Atlântico          | 4 – 3 (pr.)   | AFC Kairat             | Erechim (Brasil)                 |
| 2016 | Magnus Futsal      | 4 – 3 (pr.)   | Carlos Barbosa         | Doha (Qatar)                     |
| 2017 | no es disputà      | no es disputà | no es disputà          | no es disputà                    |
| 2018 | Magnus Futsal      | 2 – 0         | Carlos Barbosa         | Bangkok (Tailàndia)              |